# Paul Le Roux (criminel)
Pour l'homme politique français, voir Paul Le Roux (homme politique français).
 (décembre 2022).
Si vous disposez d'ouvrages ou d'articles de référence ou si vous connaissez des sites web de qualité traitant du thème abordé ici, merci de compléter l'article en donnant les références utiles à sa vérifiabilité et en les liant à la section « Notes et références ».
Paul Le Roux, né le 24 décembre 1972 à Bulawayo en Rhodésie (actuellement Zimbabwe), est un informaticien sud-africain et australien d'origine rhodésienne, connu pour ses diverses activités criminelles.

## Biographie
Paul Le Roux naît le 24 décembre 1972 à la maternité Lady Rodwell de Bulawayo, en Rhodésie. Ses parents sont Britanniques mais non mariés : il est donc illégitime et est placé à l'adoption.
À l'âge de deux mois, il est adopté par Paul et Judith Leroux, des Rhodésiens blancs de la ville minière de Mashava. Évoquant son enfance, Paul Leroux affirmera n'avoir manqué de rien mais ne pas avoir été aimé.
Après l'arrivée au pouvoir de Robert Mugabe dans le nouveau Zimbabwe, la famille déménage en Afrique du Sud, à Krugersdorp dans le Transvaal. Il se montre un élève peu motivé, qui rechigne à apprendre l'afrikaans et préfère les jeux vidéo au sport. Adolescent solitaire, il se passionne pour l'informatique et devient programmeur autodidacte. Il se fait également arrêter par la police pour vente de cassettes vidéo pornographiques.

## Développeur
À 17 ans, il déménage à Londres, et commence à travailler dans la cybersécurité. Il y rencontre une Australienne, se marie puis déménage aux États-Unis puis en Australie, où il finira par divorcer (en 1995). Il a acquis entretemps la nationalité australienne. En 1997, il rencontre Wilfried Hafner, un hacker reconnu qui va lancer la carrière criminelle de Paul Calder Leroux.
En 1999, après deux ans de travail, il présente au public la solution de chiffrement E4M (en). Cette solution inspirera notamment TrueCrypt. Il travaille ensuite pour une entreprise de sécurité informatique.

### Activité sur internet et logiciel de chiffrement
Différents messages de groupes de nouvelles Usenet publiés par Le Roux sont connus à partir de la seconde moitié des années 1990. Certains d'entre eux sont des discussions de chiffrement très techniques, tandis que d'autres peuvent être résumés comme de la provocation. Le Roux publiait fréquemment des messages colériques, sarcastiques et offensants, y compris des attaques verbales violentes contre l'Australie ainsi que des commentaires racistes. À diverses occasions, il exprimerait plus tard son amusement face aux réactions des autres utilisateurs. En 1995, Le Roux apparaît en tant que propriétaire d'une entreprise, World Away Pty.
En 1997-1998, Le Roux a commencé à développer E4M (Encryption for the Masses), qui a été publié pour la première fois le 18 décembre 1998. Le produit est capable de chiffrer des disques entiers et, éventuellement, de plaidoyer de deniability (niant l'existence d'un volume chiffré). Le Roux a affirmé que le logiciel avait été écrit "de zéro". Le logiciel a été publié gratuitement et avec le code source. Dans la section "Politique" du site Web E4M, Le Roux a publié une sorte de manifeste indiquant que les gouvernements s'appuient de plus en plus sur la collecte de données électroniques. Citant des projets tels que Echelon, liés aux cinq États nationaux qui deviendraient connus sous le nom de "Five Eyes" plus d'une décennie plus tard, il a déclaré que le chiffrement est le seul moyen de préserver les libertés civiles.
Sans revenu de ses deux années de travail précédentes, Le Roux avait des difficultés financières. Il a été divorcé de sa première femme à Brisbane en 1999. Des sources proches de Le Roux décrivent le divorce comme étant "violent", tandis qu'une autre affirme que le couple s'est séparé de manière amicale.
Le Roux s'est installé à Hong Kong, puis à Rotterdam, où il a épousé une citoyenne néerlandaise du nom de Lilian Cheung Yuen Pui. Le couple a eu un fils peu de temps après.
Pour monétiser E4M, il a lancé SW Professionals en 2000. Basée en Afrique du Sud, l'entreprise proposait un développement informatique offshore, y compris une personnalisation d'E4M. Selon son site web, elle employait 5 à 6 personnes. Le Roux lui-même était rarement vu en Afrique du Sud et était toujours dans une situation financière précaire.
En 2001, Le Roux a été approché par Wilfried Hafner, un client avec lequel il avait correspondu pendant plusieurs années à propos d'E4M. Hafner lui a offert un poste dans sa nouvelle entreprise SecurStar. Le Roux devait construire le moteur pour son prochain produit DriveCrypt, basé sur E4M et un autre produit, Scramdisk (dont l'inventeur, Shaun Hollingworth, avait également rejoint SecurStar, où il travaillait toujours au milieu de l'année 2019). Hafner et Hollingworth décrivent tous les deux Le Roux comme un programmeur talentueux qui apporterait des idées novatrices.Il a été licencié en 2002 lorsque Hafner a découvert que Le Roux continuait à travailler sur E4M, en incorporant certaines des choses qu'il avait faites pour SecurStar. Néanmoins, Hafner et Le Roux se sont réconciliés personnellement et ont continué à se tenir au courant pendant un certain temps.
Environ à la même époque, Le Roux travaillait sur un moteur de jeu pour un casino en ligne qu'il comptait lancer au Canada et en Roumanie. Plus tard, Hafner décrira Le Roux comme "pas un marketeur" et qu'il "ne voyait pas comment il pouvait attirer les joueurs pour jouer" . En 2001, Le Roux apparaît comme directeur d'une société nommée SSD Software. SW Professionals a cessé ses activités en octobre 2002 et Le Roux a sollicité du travail en contrat dans un message Usenet.

#### Sortie de TrueCrypt et controverse
En février 2004, la première version de TrueCrypt a été publiée par des développeurs anonymes qui se sont appelés "l'équipe TrueCrypt", construite sur le code E4M. Comme ses développeurs restaient anonymes, certains des anciens collègues de Le Roux de SecurStar, y compris Hafner, suspectaient Le Roux d'être impliqué, mais n'ont pas pu trouver de preuves à l'appui. Les auteurs réels restent inconnus en 2017.
Selon Matthew Green, professeur de science informatique à l'Institut de sécurité de l'information Johns Hopkins et chef de l'audit TrueCrypt en 2014, TrueCrypt « a été écrit par des gens anonymes; cela aurait pu être Paul Le Roux écrivant sous un nom d'emprunt, ou cela aurait pu être quelqu'un de complètement différent ».
Hafner a envoyé une lettre de mise en demeure à une adresse email associée aux développeurs de TrueCrypt. L'équipe TrueCrypt a immédiatement arrêté le développement et la distribution de TrueCrypt, qu'elle a annoncé sur Usenet. Le membre de l'équipe David Tesařík a déclaré que Le Roux avait informé l'équipe qu'il y avait un litige juridique entre lui et SecurStar et qu'il avait reçu des conseils juridiques de ne pas commenter sur l'affaire. En raison de cela, il était incapable de confirmer ou de nier la légitimité de TrueCrypt, maintenant son développement en suspens. Une nouvelle version a été publiée en juin, mais avec une signature numérique différente et les développeurs étant désormais appelés "la Fondation TrueCrypt". Le projet a reçu un financement, dont la source reste également obscure.
En réponse à la controverse TrueCrypt, Le Roux a envoyé son dernier message Usenet, dans lequel il a écrit « les spéculations pures ici (souvent présentées comme des faits) sont nuisibles et, dans certains cas, diffamatoires ». Cela semble être sa dernière apparition en ligne sous son vrai nom.
La participation de Le Roux à TrueCrypt reste incertaine en 2016. Le Roux lui-même a nié avoir développé TrueCrypt lors d'une audience de tribunal en mars 2016, au cours de laquelle il a également confirmé avoir écrit E4M. D'un autre côté, il aurait ordonné à ses employés en 2007 de chiffrer leurs disques durs avec E4M et plus tard avec TrueCrypt.

### Possible inventeur du Bitcoin
Certains pensent qu'il pourrait être Satoshi Nakamoto, le créateur de la crypto-monnaie Bitcoin,.
Dans un article de Wired, Ratliff a avancé que Le Roux pourrait être Satoshi Nakamoto, en raison de preuves croissantes. Cependant, il a admis que, bien que cette possibilité ne puisse être écartée, il n'y avait pas assez de preuves directes pour le justifier.
Dans un livre écrit par Evan Ratliff sur Le Roux, il a admis qu'un ancien employé de Le Roux, maintenant en prison, avait suggéré que Le Roux avait été l'inventeur du bitcoin. L'arrestation de Le Roux et les derniers messages de Satoshi Nakamoto sur le dépôt Bitcoin original ont eu lieu en même temps.
Le 13 décembre 2022, Martin Shkreli a affirmé qu'un message lié à une transaction du 12 janvier 2009 envoyée au portefeuille Bitcoin de Hal Finney, qui a reçu le premier transfert de Bitcoin, révélait Le Roux comme l'expéditeur. Cette affirmation a été rapidement démentie par des développeurs de Bitcoin tels que Pieter Wuille. Des commentateurs ont souligné que la signature ne figure pas dans la chaîne de blocs publique.

## Activités criminelles
Paul Le Roux déménage ensuite aux Philippines où il lance ensuite RX Limited, une boutique de vente de médicaments opiacés en ligne. Son site permet de mettre en relation des pharmaciens et des médecins corrompus qui permettent de rédiger des ordonnances automatiquement, dans un contexte de crise des opioïdes aux États-Unis. Il confie ultérieurement que cela lui a rapporté 300 millions de dollars. Il blanchit l'argent avec de l'or, des diamants ou des bois africains.
Il se tourne ensuite vers la méthamphétamine qu'il importe de Corée du Nord.
Il crée une milice lourdement armée de 220 hommes en Somalie et entreprend de construire une ville sur la côte de Galmudug, visant peut-être à envahir les Maldives ou à réaliser un coup d'Etat aux Seychelles. Il recrute de nombreux mercenaires sud-africains, anciens de l'armée sud-africaine mais aussi américains, allemands ou polonais. Lui-même et ses mercenaires ont commis de nombreux meurtres. La milice est dissoute brusquement au début de 2011.
Il propose des systèmes de guidage de missiles en Iran.
Il est arrêté en 2012 au Liberia, et est depuis lors emprisonné aux États-Unis.
Depuis son arrestation, il travaille avec la Drug Enforcement Administration, aidant à la capture de tueurs à gages ou trafiquants qui ont été ses anciens associés.

### RX Limited
En 2003, Le Roux sollicite des contacts d'affaires aux États-Unis:
Nous sommes des investisseurs privés basés en Europe et nous cherchons un citoyen américain ou titulaire d'une carte verte pour nous aider à créer une nouvelle entreprise basée en Floride. Nous ferons tous les papiers, nous avons besoin de votre aide pour nous conformer à la loi américaine. Mais nous savons que rien dans ce monde n'est gratuit, alors nous vous paierons jusqu'à 500 dollars pour nous aider. S'il vous plaît, seulement des gens sérieux. Pas de perte de temps.
Vers 2004, sur les conseils d'un avocat au Costa Rica où la majorité des sociétés de jeu en ligne étaient basés, Le Roux a abandonné ses activités de jeux en ligne et a lancé plusieurs sites web et centres d'appels pour la vente en ligne de médicaments sur ordonnance.
Pour passer une commande sur ces sites, les clients remplissaient des questionnaires sur leur historique médical et leurs symptômes, commandaient le médicament de leur choix et payaient par carte bancaire. Les questionnaires étaient transmis à des médecins aux États-Unis, préalablement recrutés par RX Limited, qui rédigeaient des ordonnances pour les médicaments, sans rencontrer à aucun moment les patients. Les ordonnances étaient envoyées à des pharmaciens aux États-Unis, eux aussi recrutés par RX Limited, qui envoyaient ensuite les médicaments par FedEx pour le compte de RX Limited. Le médecin et le pharmacien recevaient une commission pour la commande. L'entreprise avait une apparence de légalité, respectant le délai entre deux prescriptions ou les restrictions à la livraison de certains États et refusant de vendre les médicaments les plus contrôlés.
En 2005, l'entreprise enregistrait 8 000 commandes par mois et avait huit pharmacies partenaires.
La DEA commence à enquêter sur RX Limited en 2007 après avoir découvert qu'une centaine de pharmacies utilisaient le même compte FedEx pour expédier des grandes quantités de médicaments, principalement du Fioricet, de l'Ultram et du Soma.
En 2011, il devient interdit d'expédier du Soma, ce qui fait perdre à RX Limited un tiers de son chiffre d'affaires. Le Roux a décidé de fermer le centre d'appels de Tel Aviv et de réduire le bureau de Jérusalem. Il a commencé à importer en contrebande des médicaments du Mexique vers les États-Unis pour répondre aux commandes.
RX Limited utilise les pourriels à grande échelle pour faire connaître son activité. Dès qu'un nom de domaine est bloqué pour abus, les employés en créaient un autre avec la même activité. RX Limited crée ensuite son propre registraire de nom de domaine, ABSystems, pour créer à la chaîne des noms de domaine. L'entreprise de lutte contre les pourriels Spamhaus constate que plus d'un quart des noms de domaine bloqués étaient liés à RX Limited.
Le commerce était très rentable. L'entreprise réalisait jusqu'à 200 M$ de chiffre d'affaires annuel. Le service des impôts des États-Unis a calculé que RX Limited devait plus de 1,5 million de dollars d'impôts pour la seule année 2005. L'entreprise LegitScript spécialisée dans la lutte contre la cybercriminalité constate qu'en 2012 plus de la moitié des pharmacies en ligne illicites sont liées à RX Limited.

#### Médicaments concernés
Les médicaments proposés par les sites web de RX Limited comprenaient :
- Fioricet (ingrédients actifs : butalbital, acétaminophène et caféine), un traitement contre les maux de tête et les migraines
- Propecia (ingrédient actif : finastéride), un traitement contre la perte de cheveux
- Soma (ingrédient actif : carisoprodol), un relaxant musculaire pour traiter les problèmes de dos
- Ultram (ingrédient actif : tramadol), un analgésique opioïde synthétique
- Viagra (ingrédient actif : sildénafil), un traitement contre les troubles de l'érection

#### Centres d'appels
Les centres d'appels ont initialement été mis en place en Israël, pour gérer la comptabilité, vérifier les commandes et traiter les plaintes des clients. Les employés de ces centres d'appels ont été invités à adopter des noms sonnant comme des noms américains lors des contacts avec les clients et à leur dire qu'ils se trouvaient dans l'Utah.
Au cours de l'automne 2008, les deux managers du centre d'appels de Jérusalem ont été chargés de superviser l'ouverture d'un nouveau centre d'appels à Tel Aviv. Le nouveau centre d'appels a ouvert en 2009 sous le nom de CSWW (Customer Service World-Wide) et a repris le service client, tandis que SCSM, basé à Jérusalem, s'occupe de la comptabilité et de l'infrastructure de l'entreprise.
Devant la croissance de l'activité de RX Limited, Le Roux ouvre des centres d'appels aux Philippines, embauchant des responsables israéliens recrutés par les managers de SCSM. Le Roux leur paye des salaires israéliens malgré le coût de la vie beaucoup moins élevé à Manille, rendant ses offres d'emploi attrayantes. Il a fourni aux expatriés israéliens des appartements dans différents quartiers de Manille, mais les a souvent déplacés en disant qu'il avait besoin de leur appartement. En 2010, il avait au moins dix centres d'appels avec plus de 1 000 employés.

### Exécution fictive d'un responsable de centre d'appels
En réalisant l'expansion rapide de RX Limited et sa recherche constante de nouvelles pharmacies fin 2008, deux responsables du centre d'appels israélien ont commencé à discuter de manière informelle de la possibilité d'ouvrir leur propre pharmacie aux États-Unis. Ils croyaient qu'ils pouvaient ouvrir une entreprise florissante tout en aidant en même temps les opérations de Le Roux.
Quelques mois après cette conversation informelle, l'un des deux responsables a été envoyé aux Philippines pour ce qu'il croyait être une réunion d'affaires avec trois partenaires qu'il ne connaissait pas, dont Dave Smith. Il a été jeté du bateau et a été pris pour cible par Smith qui l'accusait de voler Le Roux. En apprenant qu'il avait simplement discuté de plans qui auraient été bénéfiques pour les deux parties, Smith l'a ramené à bord. Le Roux l'a plus tard mis en garde qu'il serait tué s'il était même soupçonné de vol, et a fait des menaces similaires s'il devait quitter,,,.

### Expansion dans les activités illégales
En 2007, Le Roux a déménagé sa famille à Manille, dans une maison dans le quartier résidentiel fermé de Dasmariñas, et a supervisé son entreprise de là.
Devant le succès de son entreprise de pharmacie en ligne, une « zone grise » à la limite de la légalité, Le Roux décide de se diversifier et de s'étendre dans des activités clairement illégales vers 2007. Un de ses anciens associés pense que Le Roux qui était alors déjà très riche voulait gagner encore beaucoup plus d'argent, la seule façon d'y arriver étant de se lancer dans des activités illégales. Celles-ci comprenaient l'exploitation forestière, l'exploitation minière de métaux précieux, le trafic d'or, les transactions immobilières, le trafic de drogues, le trafic d'armes et le blanchiment d'argent. Il opérait dans plusieurs endroits, y compris Manille, Hong Kong, Colombie, Afrique[évasif] et Brésil. De nombreux Israéliens ont été recrutés par RX Limited, invités aux Philippines et affectés à des opérations en dehors de RX Limited. Ces dernières comprenaient une entreprise de bois d'œuvre en République démocratique du Congo, l'achat de l'or directement auprès de mines africaines ou la protection de maisons appartenant à Le Roux à Hong Kong. Beaucoup des organisations de Le Roux étaient composées de soldats démobilisés.
Hong Kong était le centre financier de l'organisation de Le Roux et là où il blanchissait l'argent. Le gouvernement américain estime qu'il gagnait entre 250 et 400 millions de dollars par an. Les bénéfices des diverses opérations de Le Roux étaient convertis en lingots d'or principalement, mais également en diamants et en billes d'argent ; stockés à Hong Kong dans les coffres de l'une des plusieurs maisons et appartements que Le Roux avait achetés à cet effet. Un certain nombre d'Israéliens, dont de nombreux anciens soldats d'élite, avaient été recrutés pour les protéger. Les biens sont ensuite acheminés à Manille par bateau ou avion privé. Les paiements aux centres d'appels et aux fournisseurs de RX Limited étaient transférés depuis Hong Kong. Plusieurs des sociétés écrans enregistrées par ou au nom de Le Roux étaient basées à Hong Kong.
Le Roux a maintenu ses opérations très cloisonnées. Peu de gens dans son organisation étaient au courant de l'étendue de ses activités.
À partir de 2008 ou avant, Le Roux a commencé à couvrir ses traces. Il crée plusieurs sociétés écrans dans différents pays et utilise plusieurs fausses identités en s'aidant de faux documents. Il avait notamment un passeport diplomatique de la République démocratique du Congo, ce qui l'aide à passer les douanes.
Vers 2011, Le Roux a commencé à disparaître pendant de longues périodes, sans que ses employés ne sachent où il se trouvait. Alors que les autorités américaines se rapprochent de ses activités au début de 2012, il déménage à Rio de Janeiro et se lance dans de nouvelles activités illégales, liées au trafic de drogue.
Le Roux avait une amante brésilienne à Rio, avec qui il a eu un fils, sa femme philippine accouche également au Brésil : il est ainsi protégé de l'extradition puisqu'il est le père d'une enfant brésilien.
Le Roux est arrivé à Rio de Janeiro le 19 mai 2012, avec Cayanan et leur fille, se faisant passer pour des touristes. Trois associés israéliens superviseraient ses opérations pendant son absence.

## Terres agricoles au Zimbabwe
Entre septembre 2007 et 2008, Le Roux paye 12 millions de dollars à Ari Ben-Menashe, lobbyiste et ancien officier de renseignement israélien proche de Robert Mugabe, dans le but de louer des terres au gouvernement du Zimbabwe et permettre le retour des fermiers blancs expropriés. Il semble ne plus avoir parlé du sujet depuis lors.

## Commerce de bois
Il exploite le bois de la République démocratique du Congo, activité qui cesse vers fin 2008 ou 2009
Paul Le Roux trouve un accord avec l'aide de Ben-Menashe pour exploiter le bois de kauri du Vanuatu, puis disparaît.

## Enquête, arrestation et poursuite
Les autorités américaines ont commencé à enquêter sur RX Limited en septembre 2007 après avoir découvert par hasard que de grandes quantités de médicaments étaient envoyées en utilisant un seul compte FedEx.
En 2009, les autorités américaines ont trouvé le nom de Le Roux et un numéro de téléphone censé être le sien et ont commencé à le surveiller.[réf. nécessaire]
À la suite de l'incident du Captain Ufuk, la DEA a immédiatement suspecté la participation de Le Roux dans l'affaire, car les sites Web des deux sociétés impliquées (La Plata Trading et Red White and Blue Arms) ont été enregistrés via ABSystems, le registrar de domaines créé par Le Roux pour RX Limited.[réf. nécessaire]
Les autorités américaines sont également devenues suspicieuses en raison des nombreux appels vers la Somalie passés depuis le numéro de téléphone précédemment lié à Le Roux, mais ses activités n'ont été révélées qu'en 2011 dans un rapport de l'ONU.[réf. nécessaire]
En mars 2012, la DEA perquisitionne une pharmacie utilisée par RX Limited pour l'envoi des médicaments. Son propriétaire a immédiatement admis son implication et a accepté de coopérer avec les autorités. Il maintient ses contacts avec l'entreprise pour aider la DEA à identifier les principaux acteurs de l'opération.
Les autorités américaines et brésiliennes ont réussi à surveiller Le Roux au Brésil à partir de début 2012. Entre autres, elles ont enregistré des appels téléphoniques entre lui et sa femme Lilian Cheung Yuen Pui. Dans ces appels, il l'a avertie de ne pas investir dans l'immobilier aux Pays-Bas, car cela serait trop facile à saisir s'il était arrêté, soulignant que son entreprise était illégale,.

### Arrestation à Hong Kong
Grâce aux écoutes téléphoniques mises en place à Rio, les agents de la DEA ont appris qu'un important chargement d'engrais passait par Hong Kong. Ils ont informé les autorités de Hong Kong, qui ont fouillé l'entrepôt et y ont trouvé 20 tonnes d'engrais à base de nitrate d'ammonium, suffisant pour créer une explosion dix fois plus grande que celle utilisée dans l'attentat d'Oklahoma City. Le bureau d'une entreprise appartenant à Le Roux à Hong Kong et l'appartement de son directeur ont été fouillés le 30 avril, fournissant des indices sur d'autres parties de l'organisation.
Plusieurs employés de Le Roux, la plupart d'entre eux israéliens, ont été arrêtés au cours des jours suivants alors qu'ils tentaient de liquider ses actifs, principalement des lingots d'or, et essayaient de retirer de l'argent du pays.
Parmi ceux qui ont été arrêtés, Maroš Deák, sous le nom d'Ivan Vaclavik, recherché dans l'UE en lien avec le meurtre de son frère Roman en 1999. Il a ensuite sauté l'échéance[pas clair] et a fui à Rio de Janeiro. Un citoyen philippin a également été arrêté et a sauté l'échéance plus tard.
Lilian Cheung Yuen Pui, femme de Le Roux, a été arrêtée lors de son entrée à Hong Kong le 10 mai mais il semble[évasif] qu'elle a été libérée sans charges.
Le nitrate d'ammonium s'est par la suite révélé être d'une qualité inappropriée pour s'en servir comme explosif, indiquant que le partenaire de Le Roux dans l'affaire l'a trahi. Personne n'a jamais été inculpé en relation avec les explosifs.
Les Israéliens ont été condamnés plus tard à Hong Kong, recevant des peines allant de quatre à plus de cinq ans de prison pour possession de « biens connus ou raisonnablement soupçonnés de représenter les produits d'une infraction passible de poursuites ». Au moins deux d'entre eux ont été libérés avant terme et sont retournés en Israël.

### Arrestation de Le Roux
Les autorités ont appris grâce aux écoutes téléphoniques de Rio que Le Roux était en train de mettre en place deux envois de drogue par yacht depuis l'Equateur. C'est à ce moment que les autorités américaines ont découvert pour la première fois l'implication de Le Roux dans la drogue. Auparavant recherché uniquement pour la vente illégale de médicaments sur ordonnance, il devint désormais une cible pour les enquêteurs de narco-terrorisme de la DEA.
Un associé de Le Roux l'a approché au sujet d'un représentant d'un cartel colombien qui souhaitait mettre en place une opération de méthamphétamine au Liberia et a volé pour Rio de Janeiro pour une réunion le 11 mai 2012. Le Roux fournirait des produits chimiques de base, une installation et un chimiste. En échange, il recevrait 100 kg de cocaïne pour 100 kg de méthamphétamine produite, après avoir laissé les Colombiens tester un échantillon. Le Roux rencontrerait le représentant du cartel au Liberia pour finaliser l'accord.
Sans le savoir, les représentants du cartel colombien étaient en réalité des agents de la DEA et l'opération visait à appréhender Le Roux. Comme il ne pouvait pas être extradé en vertu de la loi brésilienne, étant le père d'un enfant brésilien, la DEA avait choisi de l'attirer au Liberia, ce qui leur permettrait de le ramener aux États-Unis grâce à l'accord d'extradition entre les deux pays. L'associé avait collaboré avec la DEA et avait été soigneusement instruit pour faire comprendre à Le Roux que la méthamphétamine devait être vendue à New York, ce qui constituait la base pour l'accuser aux États-Unis.
Le Roux est parti à Monrovia, au Liberia, le 25 septembre pour rencontrer le représentant du cartel colombien. Le lendemain de son arrivée, il a été arrêté par la police libérienne. Il a essayé de donner un pot-de-vin, mais les policiers l'ont refusé et l'ont remis aux agents de la DEA, qui l'ont emmené aux États-Unis. Au cours du vol de retour aux États-Unis, Le Roux a accepté de coopérer avec les autorités. À son arrivée, il bénéficie des services d'un avocat et est placé en détention secrète à New York. Il a été inculpé de complot en vue d'importer des stupéfiants aux États-Unis et de violation de la Loi sur les aliments, les médicaments et les cosmétiques.
Le jour suivant son arrivée, Le Roux a signé un accord de proposition, acceptant de plaider coupable à ces deux chefs d'accusation en échange de l'immunité contre toute poursuite pour tous les autres crimes qu'il pourrait admettre. Immédiatement après, il a admis avoir organisé ou participé à sept meurtres pour lesquels il ne pouvait donc pas être poursuivi. Le Roux a ainsi échappé à une condamnation à mort imminente, la transformant en une peine de prison de 25 ans selon Folha de São Paulo, "environ 12 ans" selon ses propres dires. L'arrestation, les lieux de détention et la coopération de Le Roux ont été tenus secrets et tous les documents relatifs à l'affaire ont été scellés. Les autorités ont essayé de donner l'impression que Le Roux était toujours en liberté au Brésil.
Le Roux a modifié son propre service de messagerie, fast-free-email.com, par lequel passaient tous ses courriels personnels, pour en conserver des copies (le système avait été précédemment configuré pour les détruire périodiquement). Il a continué à diriger ses anciens associés jusqu'au milieu de 2014 au moins, les entraînant dans des pièges tendus par les agents de la DEA. Sa coopération a entraîné l'arrestation d'au moins 11 personnes. Sept autres personnes ont été arrêtées par la DEA sans son implication directe,,,.

### Opération de taupe contre les associés de Le Roux
À partir de fin 2012, Le Roux a ordonné à ses associés Scott Stammers et Allan Kelly Reyes Peralta de fournir de la méthamphétamine à Ye Tiong Tan Lim, qui avait déjà travaillé avec Le Roux. Peralta et Lim ont rencontré les représentants fictifs du cartel colombien en janvier. Les Colombiens ont demandé à voir les laboratoires, qui, selon Lim, se trouvaient en Corée du Nord. Lim a refusé la demande car la présence d’étrangers aurait suscité des soupçons. Lim a fourni des échantillons de meth en février, en les envoyant à Philip Shackels, un autre associé de Le Roux. Shackels et Stammers les ont transférés à Monrovia, comme demandé par leurs clients. Les échantillons ont été testés à 96% et 98%.
Au même moment, Hunter a été dirigé par Le Roux pour monter une équipe de tueurs à gages pour le cartel colombien fictif. Hunter a recruté trois anciens militaires, deux Allemands (Michael Filter et Dennis Gögel) et un Polonais (Slawomir Soborski). Il a organisé une réunion avec eux et les "clients" dans une maison appartenant à Le Roux à Phuket. Les agents de la DEA ont enregistré les conversations entre tous. Sur les enregistrements, on entend Hunter se vanter d'avoir commis deux meurtres aux Philippines, ainsi que l'exécution simulée du responsable du centre d'appel en 2009. Il prétend avoir assassiné neuf personnes en un an.
L'équipe a été dépêchée pour sa première mission, qui consistait à déterminer si la police thaïlandaise surveillait un envoi de drogues depuis Koh Samui.
En avril 2014, Stammers et Shackels se sont réunis avec les Colombiens et un acheteur potentiel d'armes à Maurice. Une deuxième réunion a eu lieu avec Stammers, Shackels, les Colombiens et deux Serbes auxquels ils ont demandé d'obtenir entre 700 et 1 000 kg de cocaïne pour compenser la perte du JeReVe. Les trois nouvelles recrues de Hunter ont assuré la sécurité.
Au milieu de mai, Stammers et Shackels se sont à nouveau réunis avec les Colombiens pour discuter de la logistique de l'expédition de méthamphétamine. En raison de la situation politique, Lim a déclaré qu'il ne pouvait pas expédier de méthamphétamine de Corée du Nord, mais qu'il en avait une tonne stockée aux Philippines, d'où elle serait expédiée en Thaïlande et de là au Liberia. Adrian Valkovic, sergent d'armes du club de motards Outlaws à Bangkok, fournirait la sécurité et la logistique en Thaïlande avec huit membres du club armés.
Timothy Vamvakias, déjà membre de l'organisation de Le Roux, a été ajouté à l'équipe de tueurs à gages de Hunter en mai. L'équipe a reçu une autre mission : assurer la contre-surveillance d'un avion aux Bahamas devant livrer 200 kg de cocaïne aux États-Unis.
Fin mai, Le Roux a informé Hunter d'un prétendu informateur dans l'organisation et d'un agent de la DEA, ordonnant l'assassinat de l'un et de l'autre et offrant un total de 800 000 dollars de récompense. L'exécution aurait lieu au Liberia. Les Colombiens ont insisté pour que Soborski et Filter participent à l'opération, avec Vamvakias. Hunter a rencontré ses tueurs à gages et les Colombiens en août dans la maison de Le Roux à Phuket. Les assassinats au Liberia seraient exécutés par Gögel et Vamvakias. En attendant, Soborski et Filter feraient de la reconnaissance en vue de discuter d'une vente d'armes en Estonie.
Le 25 septembre, Hunter a été arrêté dans la maison de Le Roux à Phuket, extradé aux États-Unis et envoyé à New York. Gögel et Vamvakias sont arrivés au Liberia le même jour pour exécuter la prétendue exécution. Ils ont été arrêtés par la police libérienne à leur arrivée, transférés sous la garde de la DEA et envoyés à New York.
Soborski et Filter ont été arrêtés en Estonie. Les deux hommes ont été transportés dans une ancienne prison soviétique. Soborski a été gravement blessé lors de l'opération et devrait subir une intervention chirurgicale de l'abdomen. Tous deux ont été extradés à New York City sur des accusations de trafic de drogue liées à l'expédition de cocaïne des Bahamas pour laquelle ils avaient assuré la surveillance.
Lim, Peralta, Stammers, Shackels et Valkovic se sont réunis en Thaïlande pour discuter de la logistique de l'expédition avec les Colombiens. Tous les cinq ont été arrêtés par les officiers de la Narcotics Suppression Bureau. Ils ont été extradés à New York City sur des accusations de complicité d'importation de méthamphétamine aux États-Unis. Les sources ne sont pas d'accord sur la date de l'arrestation : une source indique que le groupe de Stammers a été arrêté les 19 et 20 novembre (Valkovic étant appréhendé un jour avant les autres), une autre source indique que les arrestations ont eu lieu le même jour que les autres arrestations, le 25 septembre, mais n'ont pas été signalées aux médias pendant deux mois. Aucune connexion officielle n'a été établie entre les arrestations des deux groupes.
Plus tard, Hunter a été lié au meurtre de Catherine Lee en 2012, pour lequel il a reçu une peine supplémentaire à perpétuité en 2019.

### Procès de Le Roux
Le Roux a plaidé coupable d'avoir été impliqué avec RX Limited en janvier 2014. En décembre 2014, il a plaidé coupable de trafic de méthamphétamine aux États-Unis, de vente de technologie à l'Iran, d'avoir commandité ou participé à sept meurtres, ainsi que de fraude et de corruption. En mars 2016, il a été révélé que les autorités américaines avaient pris des mesures non spécifiées pour protéger la famille de Le Roux.
Le 12 juin 2020, Le Roux a été condamné à 25 ans de prison. Selon la juge présidente, Ronnie Abrams, "l'étendue et la gravité de la conduite criminelle de M. Le Roux sont tout simplement stupéfiantes. J'ai devant moi un homme qui a mené une conduite digne du méchant d'un film de James Bond". Cependant, elle a également ajouté que la peine reflétait la coopération de Le Roux et les dangers qu'il a affrontés.
À sa libération, Le Roux devrait être expulsé aux Philippines pour être jugé pour les meurtres commis aux Philippines, ainsi que pour le rapport à un envoi d'armes intercepté par le gouvernement en 2009.

### Procès de Hunter et de quatre tueurs à gages
Les chefs d'accusation contre Hunter, Gögel et Vamvakias comprenaient la conspiration pour meurtre d'un agent fédéral et l'importation de stupéfiants. Filter et Soborski ont été inculpés uniquement de chefs d'accusation liés aux drogues.
Après que la connexion de Hunter avec Le Roux est devenue publique en décembre 2014, son avocat de défense a argumenté en janvier 2015 que Hunter agissait par peur de Le Roux. Le tribunal a rejeté la motion. Hunter a plaidé coupable fin janvier. Tous ses co-accusés ont suivi au cours de 2015.
Hunter risquait entre 10 ans et la vie en prison, avec des lignes directrices fédérales recommandant entre 24 et 30 ans. Son avocat de la défense a demandé le minimum de 10 ans, arguant que Hunter souffre de PTSD résultant de son temps dans l'armée et en tant que contractant de sécurité. Le 31 mai 2016, Hunter a été condamné à 20 ans de prison. Les co-accusés Gögel et Vamvakias ont également reçu des peines de 20 ans. En 2019, Hunter a reçu une peine de vie supplémentaire pour le meurtre de Catherine Lee.

### Procès de RX Limited: principaux faits
En octobre/novembre 2013, onze personnes liées à RX Limited ont été inculpées dans le Minnesota. Il s'agissait notamment de cinq dirigeants de RX Limited, d'un pharmacien qui avait fourni RX Limited et l'avait aidé à mettre en place son traitement de cartes de crédit aux États-Unis, ainsi que d'un médecin qui avait délivré des ordonnances à des patients qu'il n'avait jamais examinés en personne.
Le Roux a attiré deux des responsables du centre d'appels en Roumanie début 2014, dans un cas sous prétexte d'arranger le transfert d'argent encore dû aux employés licenciés. Les deux ont été arrêtés par la police locale et extradés aux États-Unis. L'un d'eux a sauté la caution et est probablement retourné en Israël. L'autre a été acquitté par un tribunal fédéral du Minnesota en mars 2017.
Le Roux a fait sa première apparition publique en témoignant dans l'affaire en mars 2016, malgré les arguments de ses avocats selon lesquels la couverture médiatique des débats mettrait en danger sa famille et qui ont déposé plusieurs mémoires pour empêcher une audience publique. Un faux rapport d'arrestation, daté du 29 février 2016, a été produit, apparemment pour dissimuler les circonstances de son arrestation.

### Arrestation des présumés tueurs de Catherine Lee
Les enquêtes de la DEA sur le meurtre de Lee ont finalement conduit à deux hommes à Roxboro, en Caroline du Nord. Après que cinq témoins aux Philippines les ont identifiés sur des photographies, témoignant avoir vu Lee en leur compagnie dans les jours précédant le meurtre, Adam Samia et Carl David Stillwell ont été arrêtés dans leur ville natale et transférés à New York pour être poursuivis avec Joseph Hunter. Selon les informations, ils ont été payés 70 000 dollars pour l'assassinat. Les deux hommes ont tous deux plaidé non coupables.
Des documents de tribunal révélés début mars 2016 indiquent que des photos ont été trouvées sur le téléphone cellulaire de Stillwell, datées du jour du meurtre de Lee et qui « semblent représenter, entre autres choses, un van blanc similaire à celui dans lequel (selon les témoins) Lee a été assassiné et une tête humaine blessée ».
Samia, Stillwell et Hunter ont tous été condamnés à perpétuité pour le meurtre de Catherine Lee en 2019.

### Couverture médiatique
L'arrestation de Le Roux a été initialement tenue secrète. Les arrestations de ses associés ont été rapportées dans les médias, mais initialement sans aucun lien entre elles ni avec Le Roux. Un premier rapport sur l'arrestation de Le Roux a fait surface en décembre 2013 dans un journal brésilien, mais sans mentionner de lien avec les autres arrestations. L'article était en portugais et n'a pas été largement diffusé. Ce n'est qu'un an plus tard, 'en décembre 2014, que The New York Times rapporte l'arrestation de Hunter, révélant qu'elle avait été facilitée par la collaboration de Le Roux avec les autorités. Néanmoins, le dossier de Le Roux, et de grandes parties de ceux des autres accusés, est resté scellé. Le Roux a été l'objet de l'épisode no 136 du podcast Reply All de Gimlet Media. En 2019, Evan Ratliff, qui a écrit une série d'articles sur Le Roux pour The Atavist Magazine, a publié The Mastermind, un compte rendu de 446 pages sur les aventures de Le Roux. En 2019 également, la journaliste d'investigation Elaine Shannon a publié Hunting Le Roux, un livre couvrant les efforts de la DEA pour capturer Le Roux.

## Identités utilisées
Paul Le Roux a opéré sous de nombreux pseudonymes :
- Paul Solotshi Calder Le Roux, avec un passeport diplomatique congolais[7]
- John Bernard Bowlins (ou Bernard John Bowlins), confirmé dans une déclaration de tribunal et soutenu par un passeport zimbabwéen
- Johan aka John Paul Leroux (ou Leraux)
- Johan William Smit, confirmé dans une déclaration de tribunal
- Benny, confirmé dans le compte rendu d'investigation original d'Evan Ratliff

## Personnalités et affaires liées

### Dave Smith
Smith était un natif britannique et aurait apparemment détenu un passeport américain. Il a travaillé comme agent de sécurité en Irak et pour une entreprise de gestion des risques aux Philippines. Le Roux a embauché Smith en 2008 ou avant, ce qui en a fait son député de facto et responsable de la sécurité. Smith a donné à Le Roux accès à un réseau de anciens contrôleurs de sécurité qui avaient précédemment servi en Irak ou en Afghanistan.
Ronald Baricuatro, tueur à gages appréhendé en février 2012 et lié à l'assassinat de Mike Lontoc en septembre 2011, a déclaré avoir été embauché par Smith pour effectuer une surveillance du journaliste Mar T. Supnad dans le cadre d'une tentative de meurtre planifiée. Ces deux meurtres étaient en lien avec la saisie du navire Captain Ufuk en 2009.
En 2011, Le Roux a commencé à suspecter Smith de détourner de la drogue et de l'or des envois et l'a fait assassiner. Selon une source, Smith a été enlevé devant un bar alors qu'il était ivre, avant d'être abattu et enterré dans une tombe peu profonde. Une autre source affirme que Smith a été jeté d'un bateau et abattu de manière similaire au responsable de centre d'appel israélien. Le Roux lui-même a apparemment tiré au moins une partie des coups de feu. Lors d'une audience du tribunal en mars 2016, Le Roux a admis sa participation. Le juge n'a pas autorisé de questions sur la manière dont Smith a été assassiné.

### Joseph Hunter
Joseph Hunter, qui deviendrait plus tard le tueur à gages principal de Le Roux, a été embauché entre 2007 et 2009. Né à Owensboro, dans le Kentucky, Hunter s'est engagé dans l'armée en 1983 et a rejoint les Rangers en 1985. Huit mois plus tard, en 1986, Hunter est renvoyé pour raisons médicales, après que la mort d'un ami de son unité lors d'un exercice de formation l'a traumatisé. Il a passé le reste de sa carrière militaire comme instructeur de tir et de snipeurs. Au cours de 18 ans, il a été affecté en Allemagne, au Panama et à Porto Rico. Il a été mis à la retraite mi-2004 avec le grade de sergent-chef. Il a reçu de nombreux honneurs pour son service dans l'armée.
Après avoir quitté l'armée, Hunter est retourné à Owensboro. Il avait l'intention de rejoindre la police, mais ne l'a jamais fait. Les sources sont incertaines quant aux raisons : Hunter a soit réussi l'examen de la police de New York, mais a décidé que la ville était trop chère, soit a été rejeté en raison de son âge, malgré sa condition physique excellente.
En 2005, Hunter est devenu conseiller pour les détenus au sein du complexe correctionnel Green River. Insatisfait de son travail, il a quitté son poste après 15 mois en 2006 et s'est inscrit auprès d'une entreprise de sécurité privée. Il a été envoyé en Irak, prenant des empreintes digitales et des écouvillons ADN des employés de l'entreprise. Deux ans plus tard, il a rejoint une autre entreprise, protégeant le personnel de l'ambassade des États-Unis et enquêtant sur les attentats suicides. Selon sa famille, Hunter était devenu de plus en plus colérique lors de ses années dans l'armée. Hunter lui-même a déclaré que son séjour en Irak avait exacerbé ces traits. Il est devenu lunatique, irritable et agressif. Plus tard, alors qu'il était en garde à vue à la suite de son arrestation en 2013, il a été diagnostiqué souffrant de TSPT. Entre 2007 et 2009, Hunter a été présenté à Le Roux par un collègue. Il a d'abord été chargé d'acheter et de vendre de l'or au Mali. Le Roux a offert à Hunter un emploi de garde du corps en 2009. Selon les propres témoignages de Hunter, il a commencé à réaliser au milieu de l'année 2009 qu'il était impliqué dans des opérations illégales et, en raison de son nom utilisé dans diverses opérations, soupçonnait qu'il était manipulé pour être "sacrifié" à la justice, mais a prétendu avoir peur pour sa vie s'il partait.
En 2010, Dave Smith a congédié Hunter, le considérant comme "trop impulsif" . Hunter a vécu aux États-Unis pendant un an et est revenu après l'assassinat de Smith en 2011, prenant la place de Smith . Son départ de l'organisation et son retour ultérieur ont conduit le tribunal à rejeter sa défense de contrainte . Hunter a perpétré ou supervisé plusieurs meurtres pour Le Roux, que l'organisation a appelés "jobs bonus". Il a apparemment recruté des tueurs à gages grâce à ses contacts de son temps en tant que sous-traitant de défense. Beaucoup des tueurs à gages que Hunter a recrutés pour Le Roux étaient, comme lui, des anciens soldats ayant eu du mal à se réadapter à la vie civile.

### Marché d'armes iraniens
Un document de justice de 2014 a révélé que Le Roux était également poursuivi pour avoir exporté "des biens, de la technologie et des services" vers le gouvernement iranien entre 2009 et 2012. Les biens sont censés être un système de guidage de missiles. 

### Marchés d'armes et de drogue somaliens
A travers sa société Southern Ace, Le Roux a fourni des fusils d'assaut AK-47 et des mitrailleuses légères aux milices somaliennes à partir d'avril 2009, en violation d'un embargo sur les armes existant.
Des rumeurs existent selon lesquelles Le Roux projetait de construire une milice pour envahir les Seychelles. Son exécuteur Hunter est connu pour s'être vanté de tels projets, mais le chef de l'équipe d'investigation de l'ONU chargée des activités de Le Roux en Somalie a démenti cela. Selon lui, Le Roux avait l'intention de créer une entreprise de sécurité spécialisée dans la protection des navires commerciaux contre les attaques de pirates.
En mars 2010, Le Roux avait l'intention d'importer une grande quantité d'armes lourdes en Somalie par voie aérienne, bien que la livraison n'ait jamais eu lieu. Au milieu de 2010, Le Roux a découvert qu'il payait les miliciens presque deux fois le prix du marché, et un différend avec son partenaire dans l'opération, connu seulement sous son alias "Ottavio", a éclaté.
À la suite du différend avec « Ottavio », la plupart du personnel international de Southern Ace a quitté la Somalie début 2011, ne laissant que deux personnes sur place. « Ottavio » a pris le contrôle des opérations locales, et les deux étrangers semblaient s'occuper de tâches administratives. L'un d'entre eux, un ressortissant zimbabwéen du nom de Jirat Taeko, aurait été tué en janvier 2011 à la suite d'une dispute relative à des problèmes financiers. Au total, l'organisation de Le Roux a dépensé environ 3 millions de dollars pour l'opération, y compris près de 1 million de dollars de salaires de milice et plus de 150 000 dollars en armes et munitions.
"Ottavio" aurait également été impliqué, selon l'ONU, dans des expériences visant à cultiver des plantes narcotiques, notamment l'opium, la cocaïne et le cannabis, près de la frontière éthiopienne. L'implication de nationaux philippins, zimbabwéens et sud-africains dans l'opération était implicite. Selon certaines sources, Le Roux avait l'intention de créer une plantation de coca en Somalie.

### Le Captain Ufuk
Selon ses propres comptes-rendus, Bruce Jones a été embauché par Dave Smith en 2008 pour acheter un navire en Turquie et le convoyer jusqu'aux Philippines via l'Indonésie, par l'intermédiaire de la société manilienne La Plata Trading (l'une des sociétés de Le Roux) qui a payé les frais et fourni l'équipage. Jones a achevé l'achat du Captain Ufuk et a navigué jusqu'à Jakarta, en Indonésie. Là-bas, il a pris livraison d'un chargement d'armes d'une entreprise appelée PT Pindad, destiné à Red White and Blue Arms Inc. basé à Manille, et a poursuivi son voyage vers les Philippines.
Jones avait reçu un certificat d'utilisateur final, selon lequel les armes étaient destinées au ministère de la sécurité intérieure et de la protection civile du Mali, et la prise en charge était protégée par la police et les soldats indonésiens. Ainsi Jones a plus tard affirmé qu'il croyait que le chargement était légitime. Le journaliste Evan Ratliff, citant un document divulgué, affirme que le ministère indonésien de la défense a approuvé la vente.
En réalité, cependant, les armes étaient destinées à être livrées à La Plata Trading et vendues ultérieurement à des rebelles dans le sud du pays, y compris le groupe terroriste islamiste Abu Sayyaf.

#### Attaque
Alors que Jones approchait de sa destination finale, ses employeurs lui ont ordonné de retarder l'entrée du navire au port. Le navire est resté ancré pendant plusieurs jours près de la côte de Mariveles, dans la province de Bataan, à trois heures de Manille. Le 19 août 2008, Jones a dit à son patron qu'il voulait aller à terre, car sa femme était enceinte et devait accoucher. Ses employeurs ont envoyé un yacht, le Mou Man Tai, avec Smith, le capitaine de remplacement Lawrence Burne et un bateau rapide en caoutchouc à bord. Seize caisses d'armes ont été transférées sur le yacht, accompagnées de Hunter, qui était à bord du Captain Ufuk. Jones est retourné à Subic Bay dans le petit bateau.
Pendant la journée, un pêcheur local avait été soupçonneux du navire et a alerté les autorités. Le lendemain, les garde-côtes et les douanes philippines ont navigué jusqu'au Captain Ufuk et ont découvert 20 caisses en bois non marquées, pour lesquelles le capitaine était incapable de produire un manifeste de cargaison. Les autorités ont découvert les armes dans les caisses, parmi elles des fusils d'assaut Pindad SS-1. Le capitaine de remplacement Burne a été arrêté mais a sauté l'échéance[pas clair]. Plus tard, en décembre 2014, il a été condamné par contumace à huit ans d'emprisonnement pour fraude fiscale liée à l'expédition. Il reste en fuite depuis 2016.
L'équipage, tous citoyens géorgiens, a été détenu et inculpé en 2010. Ils ont finalement été expulsés en Géorgie.